# اولیویه وانوچی
اولیویه وانوچی (انگلیسی: Olivier Vannucci؛ زادهٔ ۲۴ مهٔ ۱۹۹۱) بازیکن فوتبال اهل فرانسه است.
از باشگاه‌هایی که در آن بازی کرده‌است می‌توان به باشگاه فوتبال باستیا اشاره کرد.